# Almoço

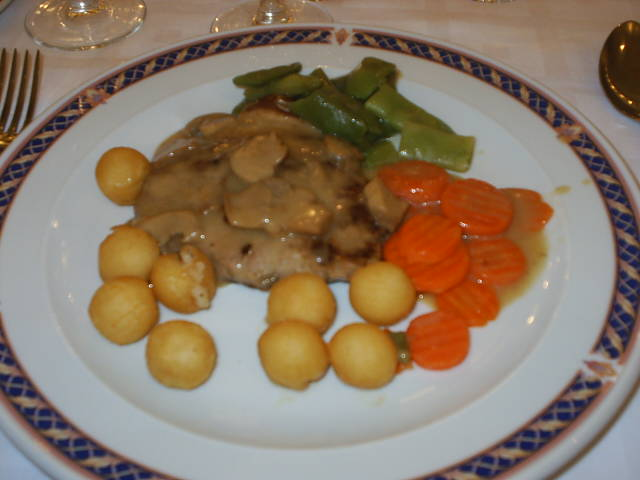
Almoço

O almoço (do latim admorsu-, particípio passado de admordēre, "principiar a morder"), é a segunda refeição do dia que tradicionalmente ocorre por volta das 12h (entre o fim da manhã e o início da tarde). O almoço é uma das quatro refeições principais do dia, sendo as outras o Desjejum (ou pequeno-almoço em português europeu e café da manhã em português brasileiro), o lanche e o jantar. É composto geralmente por uma entrada, como a sopa, salada ou outro tipo de couvert, um prato principal, e por fim a sobremesa e/ou café.

## Tipos de almoços
Para a maioria dos brasileiros e portugueses, o almoço é a principal refeição do dia, no que consomem pelo menos uma hora entre transporte, refeição e descanso.
Na maioria dos países, a lei exige um intervalo intrajornada de trabalho para descanso e refeição, de pelo menos 15 minutos após 4 horas de trabalho contínuo ou de pelo menos 1 hora após 6 horas de trabalho contínuo. Assim sendo, a maioria das pessoas tem tempo, das 11h às 14h, para almoçar.
Apesar de existirem diferentes possibilidades conforme as culturas, podem definir-se alguns tipos especiais de almoços conforme a sua função da seguinte forma:
- Almoço rápido: almoço ligeiro, apressado por causa do horário de trabalho.[5][6]
- Almoço ajantarado: refeição tardia que pode permitir a dispensa de jantar.
- Almoço comercial: refeição simples, rápida e barata (no Brasil).
- Almoço de negócios: encontro informal de executivos à mesa de um restaurante.[7][8]

## Papel na sociedade
Dizemos que o almoço, sendo ele ao meio-dia ou matinal, é importante tanto para o corpo quanto para a mente, tendo papel fundamental na manutenção da boa saúde. Existe um adágio popular que enuncia: "Pequeno-almoço de rei, almoço de príncipe e jantar de pobre".
Pode-se usá-lo terapeuticamente para resgatar emoções e afetos que contribuem para o restabelecimento de vínculos e do autocuidado familiar em pessoas com redes sociais debilitadas como alcoólicos.
Dada a reconhecida importância dessa refeição, tanto em Portugal como no Brasil, a legislação vigente ora obriga ora incentiva o fornecimento dessa refeição aos trabalhadores, sendo mais comum a distribuição de vales refeição. A sua repartição ora é obrigatória em razão de acordos coletivos de trabalho ora é uma das vantagens que as empresas oferecem para atrair os trabalhadores.
Antigamente, quando existiam jornadas de trabalho menos atribuladas, era possível no dia a dia após o almoço as pessoas fazerem a sesta (descanso curto, também chamado "cochilo" no Brasil ou "soneca" em Portugal). Adeptos da prática que já foi comum continuam a afirmar que tal ato tem vários benefícios para saúde e boa disposição dos indivíduos, incluindo a recuperação das energias para o restante do dia.

### Em Portugal

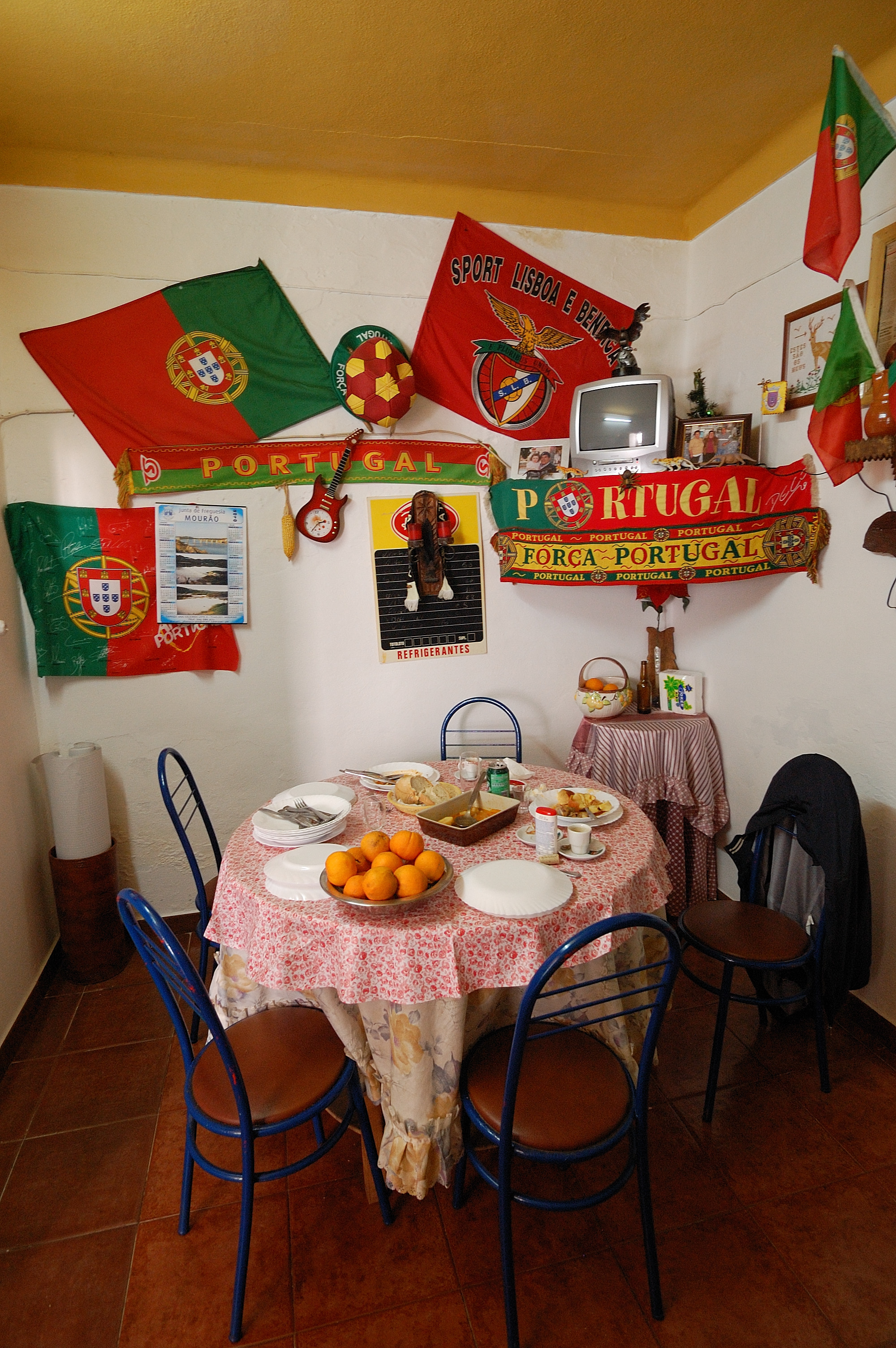
Almoço no Alentejo.

Tradicionalmente o almoço pode ser favorável a um encontro entre colegas ou família, sendo neste último caso particularmente significativo em alturas do ano especiais, como é o caso do natal, ano novo, ou páscoa.
Existem expressões típicas como "comer na gaveta" que se relacionam com almoços rápidos, quando o comerciante colocava o prato numa gaveta onde comia e se fosse interrompido por um cliente fechava a gaveta até terminar a diligência.

### No Brasil
O almoço é um momento propício para se interagir com colegas, amigos e com os membros da família, contudo não é essa a característica que define o almoço. Podemos dizer que o almoço, particularmente no Brasil, pode ser visto como um descanso após uma etapa do trabalho ou do estudo, quando as pessoas de uma maneira geral, param para se alimentar e recobrar as energias, podendo retomar a atividade após a refeição.

### Outros países
Em alguns países, como a França e Estados Unidos da América, a primeira refeição, ou seja, o desjejum, é a principal alimentação do dia, pois desde a Idade Média na Europa e desde a colonização norte-americana, a maior parcela populacional destas nações era formada essencialmente por camponeses, que precisavam sair de casa pela manhã já devidamente alimentados para o trabalho nos campos, fazendo apenas uma pequena refeição no meio da jornada.

## Importância nutricional
Dada a importância do almoço na alimentação diária, devem estar contidos nessa refeição todos os nutrientes essenciais à nossa nutrição. Um almoço variado, com leguminosas, verduras, tubérculos e grãos é fundamental para nos proporcionar uma vida saudável e prevenir inúmeras doenças que podem advir da má alimentação, tais como a pelagra, a anemia ou o escorbuto, dentre outras.
Durante a formulação do cardápio, é necessário considerar que o valor energético de um almoço adequado deverá alcançar no mínimo 1.400 calorias, segundo o PAT (Programa de Alimentação do Trabalhador). Deve-se, também, garantir o equilíbrio de nutrientes, observando a quantidade de alimentos oferecidos e a inclusão de um alimento de cada grupo básico na refeição planejada, adaptando as quantidades de cada alimento de acordo com o gasto energético do indivíduo.
A oferta de almoço aos trabalhadores durante a jornada de trabalho pode representar um acréscimo de 10% na produção. A má nutrição pode desencadear consequências relacionadas à redução da vida média, da produtividade, da resistência às doenças, aumento à predisposição aos acidentes de trabalho e baixa capacidade de aprendizado do trabalho, podendo resultar em uma redução de 30% na força muscular, 15% na precisão dos movimentos e em torno de 80% na aptidão para o trabalho.

## Almoços de vários países

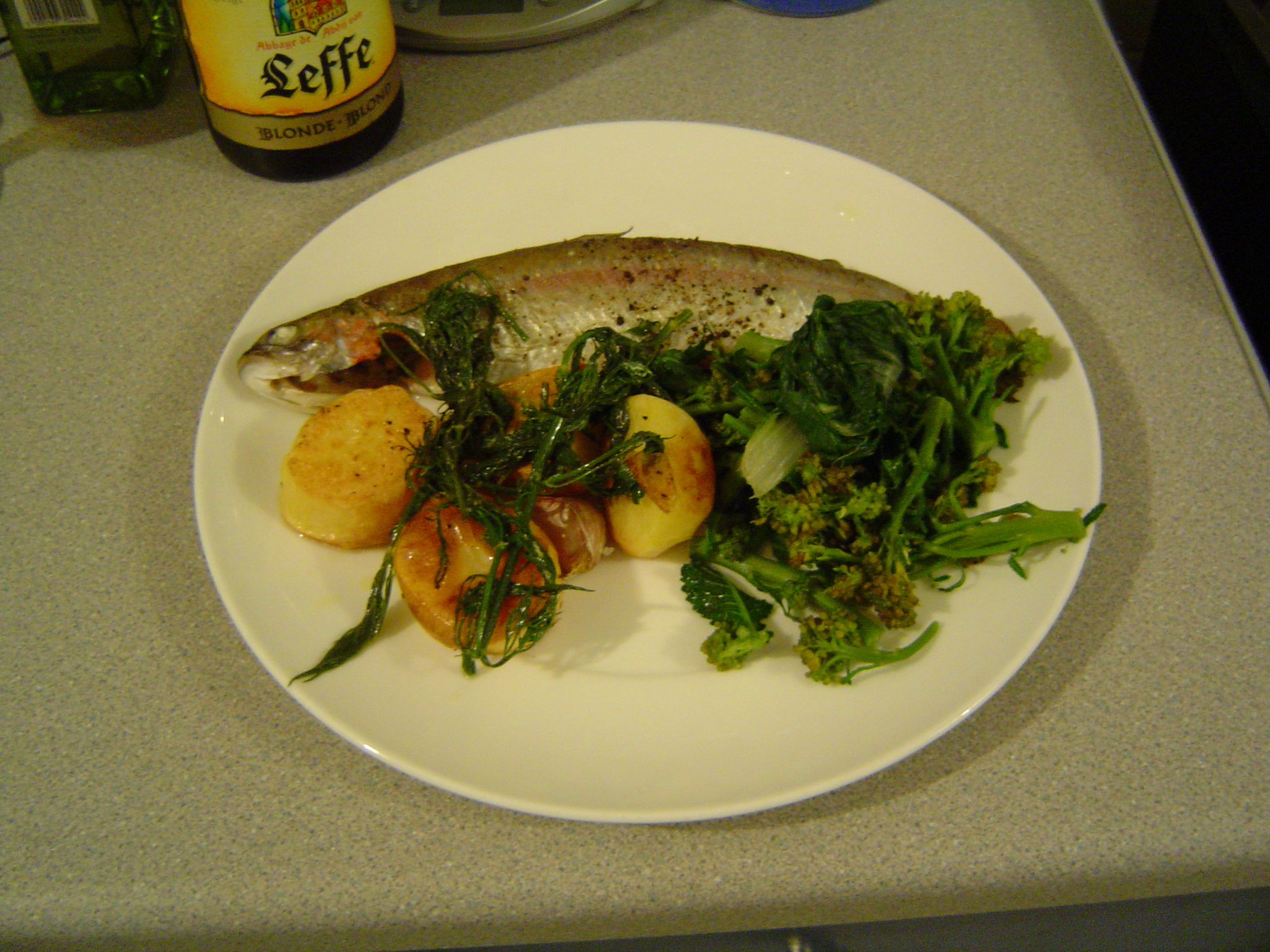
Um almoço alemão
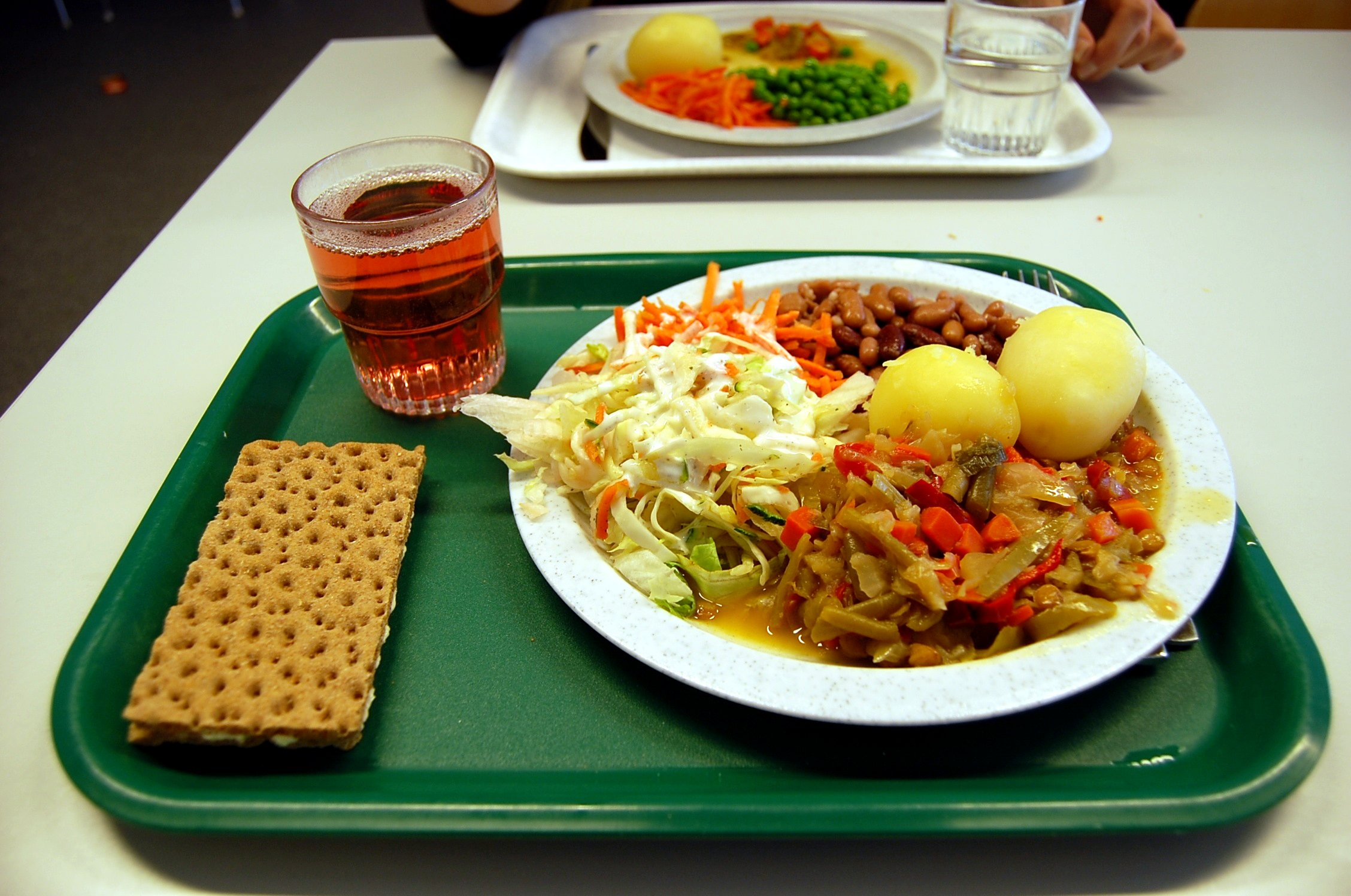
Um almoço escolar sueco
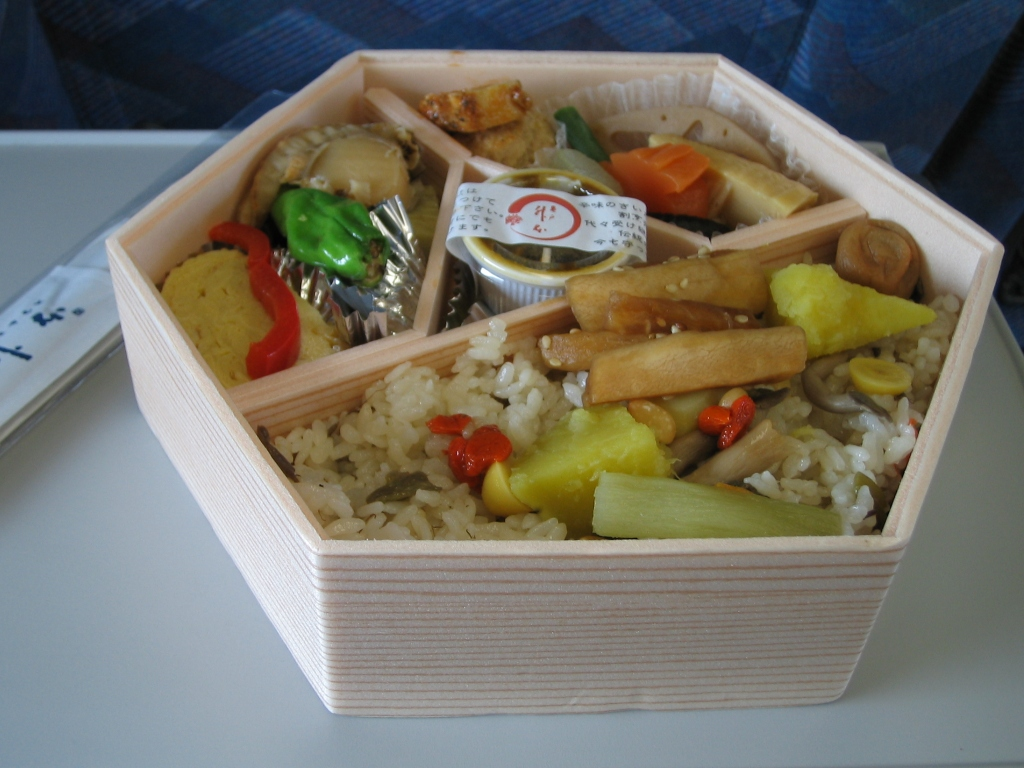
Um almoço rápido japonês
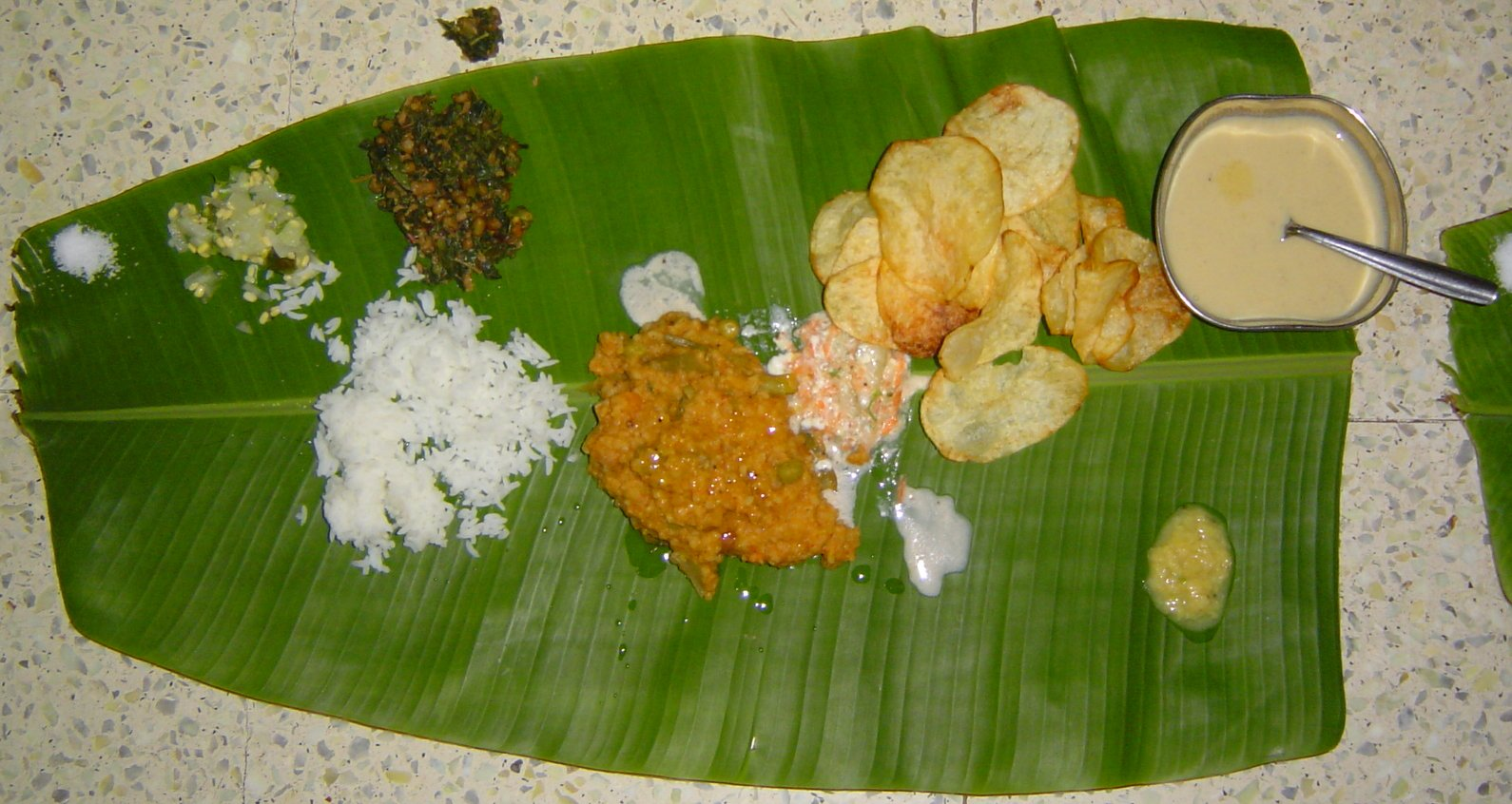
Almoço indiano servido em folha de bananeira
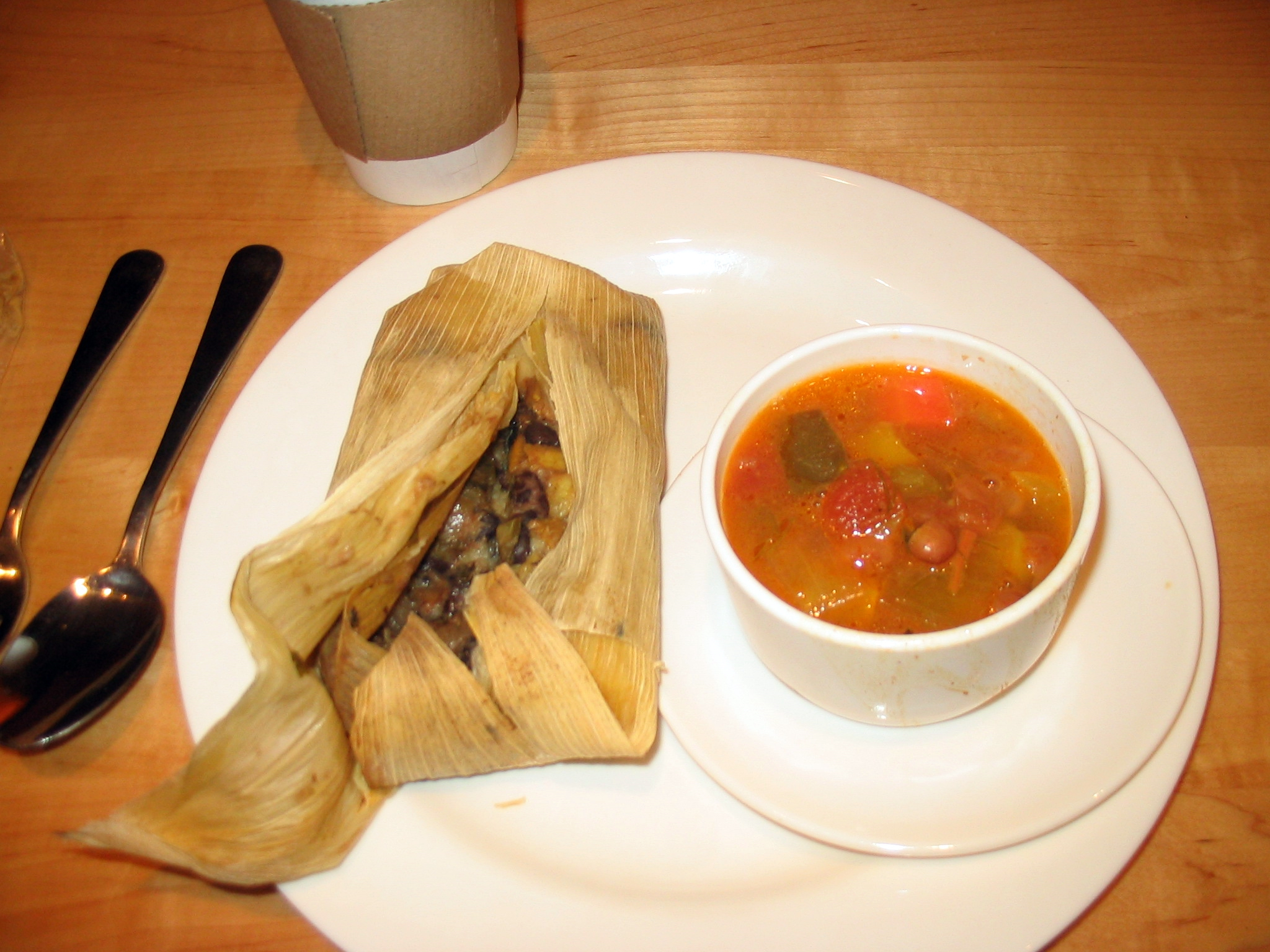
Um almoço mexicano
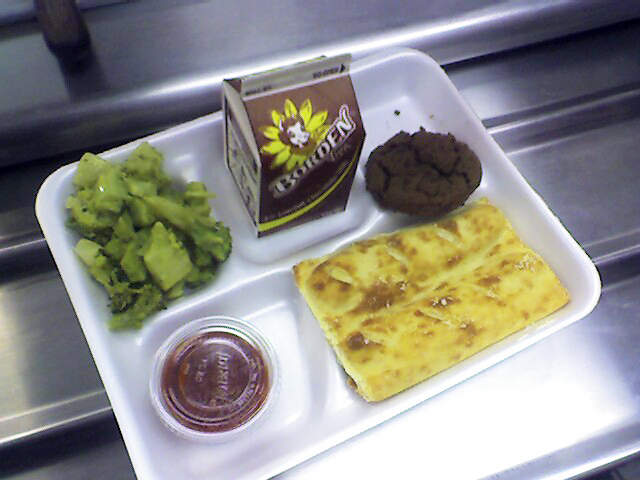
Almoço escolar americano
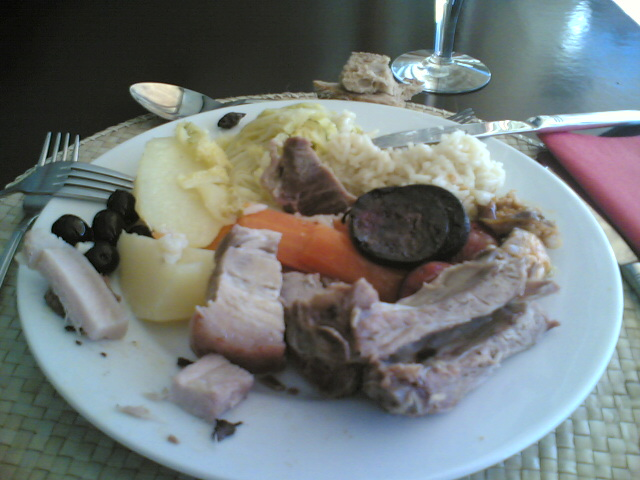
Um almoço tradicional português
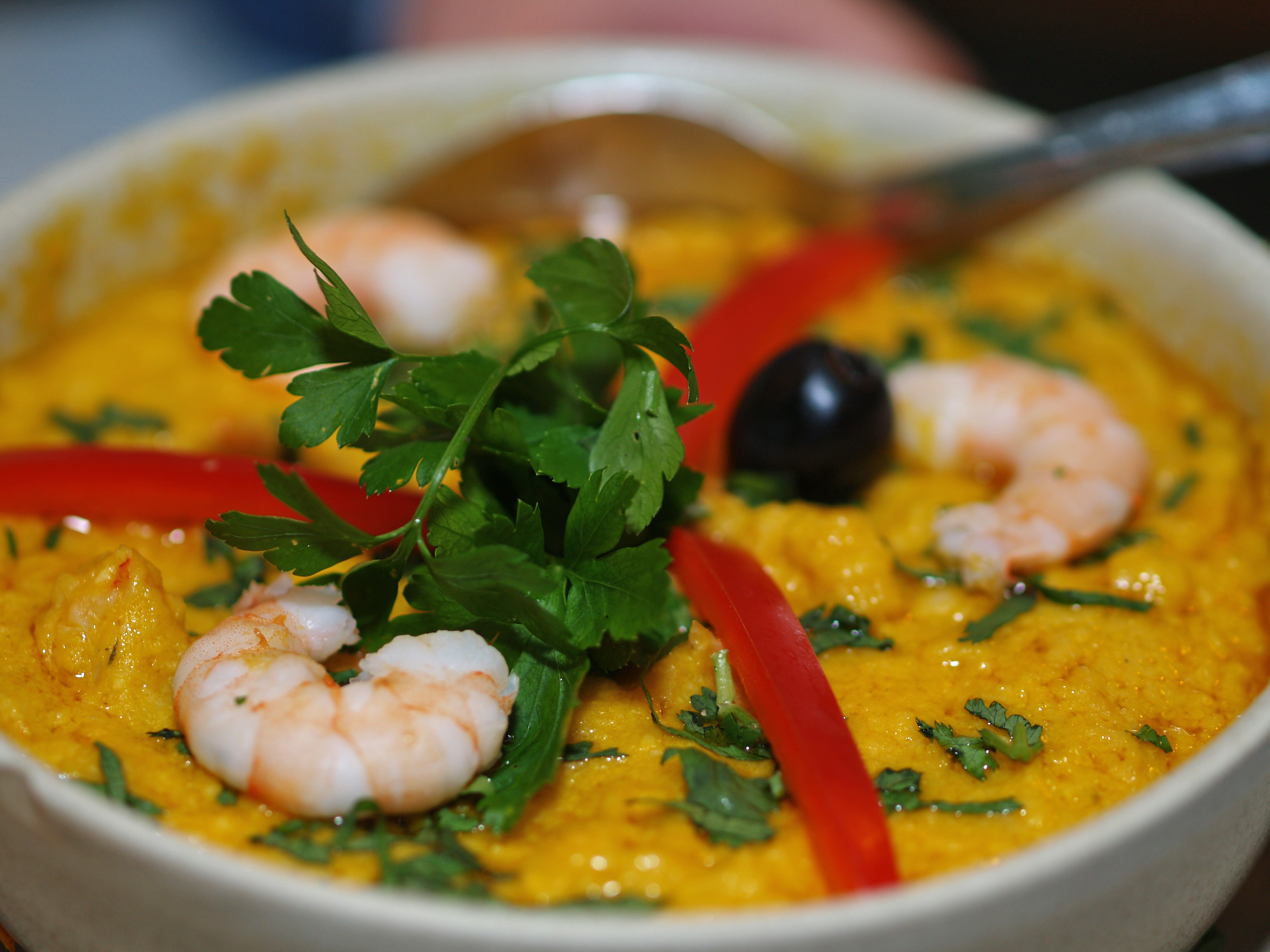
Um vatapá, prato típico baiano